# Mick Knauff
Michael „Mick“ Knauff (* 1966 in Brilon) ist ein deutscher Wirtschaftsjournalist. Als angestellter Börsenkorrespondent ist Mick Knauff aktuell seit 2016 für das Fuldaer Online-Börsen-TV Unternehmen aktienlust tätig. Er war als Mitbegründer von 2006 bis 2015 Vorstand der Deutschen Anleger Fernsehen AG (DAF) (seit 2015: Der Aktionär TV) aus Kulmbach. Als Chef-Finanzkorrespondent ist er täglich live aus dem Alten Handelssaal der Frankfurter Wertpapierbörse zu sehen.

## Beruflicher Werdegang
Mick Knauff startete seine Laufbahn als Finanzjournalist 2000 bis 2001 beim Aufbau des Börsen-Radios der Networks BRN AG und MoneyTalk Radio der Börsenmedien AG. Anschließend war er für den Aufbau der Redaktion und des Auftritts der Finanz- und Börsennachrichten von Onvista in Köln sowie 2002 in gleicher Position beim Projekt i-mode von E-Plus verantwortlich. Von 2003 bis 2006 war Knauff für die M!media Agentur für Marketing tätig. Von 2004 bis 2006 war er Produktions- und Redaktionsleiter des Magazins „Der Aktionär TV“ bei N24.
Von 2006 bis 2015 war Mick Knauff zusammen mit dem Vorsitzenden Conrad Heberling und Bernhard Jünemann Vorstand der Deutschen Anlegerfernsehen AG aus Kulmbach. Infolge der Insolvenz des DAF legte er das Amt als Vorstand nieder. Er ist weiterhin Chef-Korrespondent am Standort Frankfurt am Main. Seit 2016 arbeitet Mick Knauff als angestellter Börsenkorrespondent für das Fuldaer Online-Börsen-TV Unternehmen aktienlust. Im Handelssaal der Alten Wertpapierbörse in Frankfurt ist Mick Knauff Korrespondent für das Deutsche Anlegerfernsehen, Welt, Wirtschaft TV, Antenne Frankfurt 95.1, rheinmaintv und Rhein-Sieg-TV. Im Früh- oder Spätdienst hat er bis zu 20 Liveauftritte pro Tag.

## Lehrtätigkeiten
Mick Knauff lehrte an der Akademie der Bayerischen Presse in München und an der Akademie für Neue Medien in Kulmbach. Von 2003 bis 2006 lehrte er an der HWK im Bereich Public Relations.

## Trivia
In der Thriller-Serie Bad Banks hatte Mick Knauff einen Gastauftritt als Börsenjournalist. Mick Knauff war außerdem bereits Gast in der heute-show im ZDF.